# 南美土著馬
南美土著馬（学名：Hippidion）是南美洲的一屬大小如威爾士小型馬的馬。

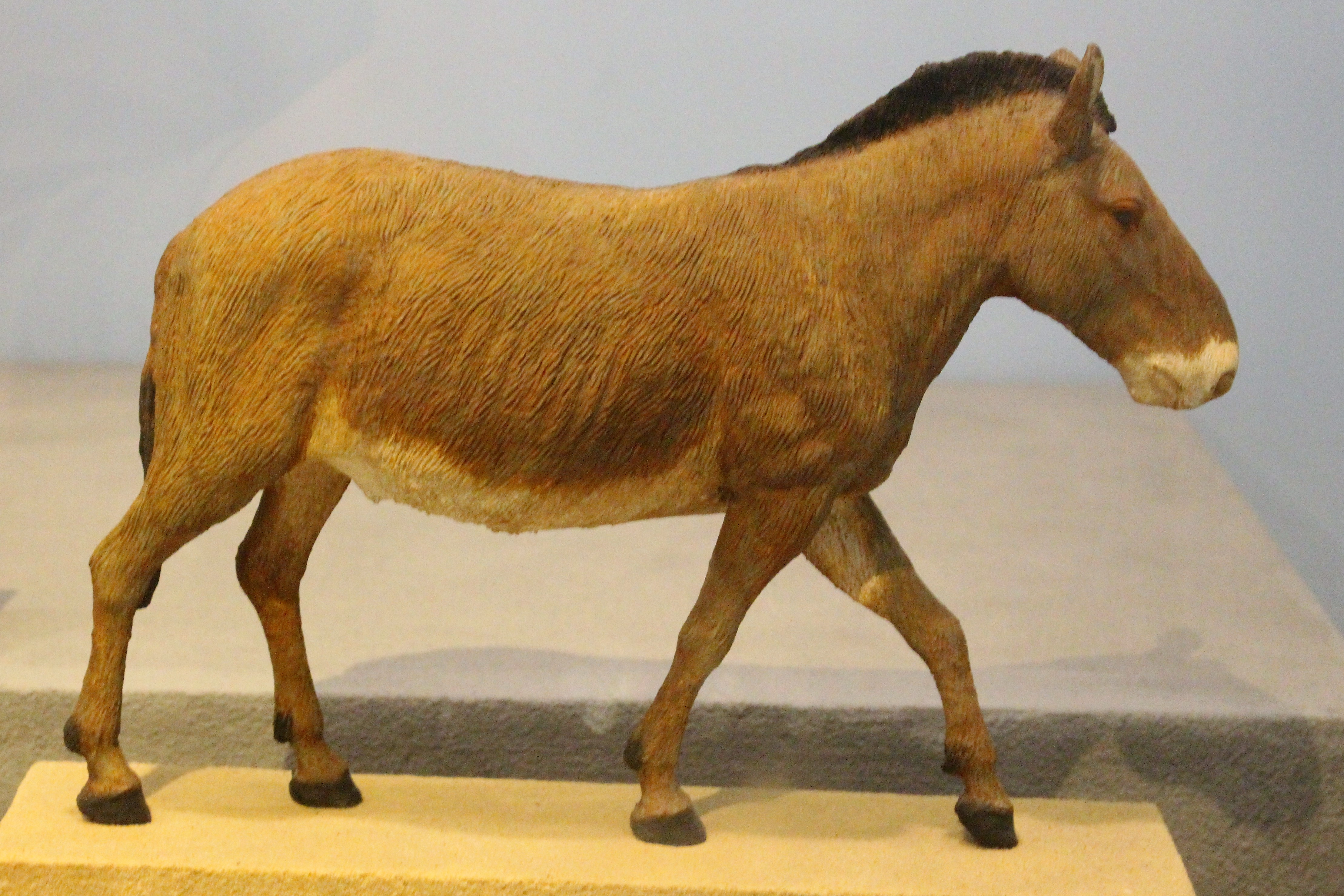
南美土著馬復完模型

南美土著馬曾被認為是約於250萬年前遷徙到南美洲的上新馬的後裔DNA分析卻發現牠們應屬於馬屬，與馬有親密的關係。南美土著馬肩高約1.4米，外觀像驢。脆弱的鼻骨結構顯示牠們是獨立於其他北美洲馬種自行演化的。
南美土著馬及其他南美洲馬於8000年前消失。在智利的米羅登洞穴內就發現了其下的H. saldiasi生存到1-1.2萬年前。